# Новогодняя сказка (мультфильм)
«Новогодняя сказка» — советский кукольный мультфильм 1972 года, режиссёра Владимира Дегтярёва по мотивам сказки «Чудище-Снежище» детской писательницы Людмилы Васильевой-Гангнус.

## Сюжет
Сюжет сказки разворачивается вокруг поисков новогодней ёлки.
Посреди заснеженного леса стояла избушка. В ней жил Чудище-Снежище — хранитель леса. Он очень не любил шума возле своей избушки и нарушителей сдувал холодным ветром.
За лесом стояла школа, а за ней деревня. В школе ребята готовились к встрече Нового года, делали игрушки на ёлку. Мальчик Гришка назвал себя самым сильным и вызвался пойти в лес за ёлкой. Там он стучал топором и нагрубил Чудищу. Обиженный леший сдул Гришку обратно к школе и снегом присыпал. Следом вызвался другой, самый смелый мальчик, однако с ним произошло то же самое, так как он намеревался просто забрать ёлку, не спросив у хранителя леса разрешения.
Тогда за ёлкой отправилась девочка. Она спела песню о ёлочке, вежливо попросила её у лешего и пригласила его на праздник Нового года. Растроганный леший в ответ не только подарил девочке ёлку, но и сам пришёл в гости к ребятам. Впоследствии он остался жить в школьной сторожке, чтобы зимой ребятам горки строить и катки заливать, а летом читать книги и рассказывать про лес.

## Съёмочная группа
| Авторы сценария               | Людмила Васильева-Гангус, Владимир Дегтярёв |
| Режиссёр                      | Владимир Дегтярёв |
| Художники-постановщики        | Анатолий Курицын, Константин Карпов |
| Оператор                      | Михаил Каменецкий |
| Композитор                    | Оскар Фельцман |
| Текст песни                   | Игорь Шаферан |
| Звукооператор                 | Георгий Мартынюк |
| Художники-мультипликаторы:    | Юрий Норштейн, Борис Савин |
| Куклы и декорации изготовили: | Олег Масаинов, Павел Гусев, Марина Чеснокова, Галина Филиппова, Светлана Знаменская, Лилианна Лютинская                                                                                |
| Роли озвучивали:              | Ефим Кациров — Чудище-Снежище Зоя Харабадзе — девочка (вокал) Ольга Громова — девочка Бронислава Захарова — Гришка, самый сильный мальчик Надежда Подъяпольская — самый смелый мальчик |
| Редактор                      | Наталья Абрамова |
| Директор картины              | Натан Битман |

## Музыка в фильме
- В начале мультфильма Чудище-Снежище проигрывает на пластинке музыкальную тему Оскара Фельцмана (сочинившего музыку для данного мультфильма) из другого мультфильма — «Как ослик счастье искал», снятого Владимиром Дегтярёвым годом ранее.
- В мультфильме звучит песенка «Ёлочка-ёлка» на музыку Оскара Фельцмана, на слова Игоря Шаферана:

Ёлочка-ёлка, лесной аромат,

Очень ей нужен красивый наряд!

Пусть эта ёлочка в праздничный час

Каждой иголочкой радует нас, радует нас!

…
Эта песенка выпускалась фирмой «Мелодия» на пластинках.